# Iglesia Filipina Independiente
De Iglesia Filipina Independiente, afgekort IFI, ook wel aangeduid als Philippine Independent Church is een kerkgenootschap in de Filipijnen. De kerk ontstond in 1902 na een schisma van de Rooms-Katholieke Kerk. De kerk werd van 1902 tot 1940 geleid door Gregorio Aglipay en staat daarom ook wel bekend als Aglipayan Church.

## Geschiedenis
Het ontstaan van de Iglesia Filipina Independiente is terug te voeren naar de strijd tegen machtsmisbruik van een deel van de Spaanse geestelijken en tegen de discriminatie van Filipijnse geestelijken binnen de Rooms-Katholieke Kerk in de Filipijnen. De kloosterorden waren eigenaar van enorme haciendas, waar landloze Filipijnse boeren niet zelden werden uitgebuit onder slechte arbeidsomstandigheden. Ook kwam het geregeld voor dat Spaanse geestelijken vrouwen misbruikten of tegen hun celibataire gelofte in buitenechtelijke kinderen verwekten. Rooms-katholieke geestelijken van Filipijnse afkomst werden ondertussen gediscrimineerd op basis van hun afkomst. Zij konden in tegenstelling tot hun Spaanse of half-Spaanse collega's geen hogere positie binnen de kerkelijke hiërarchie verwerven.
De laatste decennia van de 19e eeuw bereikte de maatschappelijke woede wegens de misstanden door met name de Spaanse fraters van de diverse kloosterorden een hoogtepunt. In 1872 werden de Filipijnse priesters Mariano Gomez, Jose Burgos en Jacinto Zamora, voorvechters van de rechten van Filipijnse geestelijken, naar aanleiding van de Cavite-muiterij door de Spanjaarden geëxecuteerd. In 1896 resulteerde de ontdekking van de ondergrondse onafhankelijkheidsbeweging Katipunan in de uitbraak van de Filipijnse revolutie. Tijdens de revolutie speelde de priester Gregorio Aglipay een belangrijke rol als militair vicaris van de Filipijnse revolutionaire regering. In oktober 1898 verzamelde hij Filipijnse priesters met als doel om een Filipijnse kerk te stichten. De uitbraak van de Filipijns-Amerikaanse Oorlog voorkwam echter dat dit voornemen werd uitgevoerd.
Enkele jaren later werd de stap echter alsnog gezet. Op 3 augustus 1902 werd tijdens een bijeenkomst van de Union Obrera Democratica (UOD), eerste vakbond van de Filipijnen, de Iglesia Filipina Independiente opgericht als onafhankelijke Filipijnse kerk. De president van de UOD droeg daarop bisschop Gregorio Aglipay voor als Obispo Maximo (hoofd) van de nieuwe kerk. Aglipay accepteerde het aanbod uiteindelijk en leidde in oktober 1902 de ondertekening van de tijdelijke constitutie van de Iglesia Filipina Independiente. Het jaar erop werd de definitieve Doctrinas y Reglas Constitucionales vastgesteld.
Kort na de oprichting kon de kerk zo'n 25% van de inwoners van de Filipijnen tot haar volgelingen rekenen. Dit nam al vrij snel af tot 14% in 1918. In de beginperiode maakte de kerk gebruik van de kerkgebouwen die oorspronkelijk behoorden tot de Rooms-Katholieke Kerk. Na een uitspraak van het Hooggerechtshof van de Filipijnen in 1906 werd de kerk echter gedwongen deze eigendommen weer terug te geven. In de eerste jaren na de afsplitsing volgde de kerk voor een groot deel de rooms-katholieke gebruiken en doctrines. Later werd de leer van de Iglesia Filipina Indepiente beïnvloed door het Unitarisme. Aglipay leidde de kerk tot aan zijn dood op 1 september 1940.
In oktober 1940 werd bisschop Santiago Fonacier gekozen tot opvolger van Aglipay. Hij leidde de kerk gedurende de Japanse bezetting en de periode direct daarna. In 1946 werd Fonacier na conflicten in de top van de kerk over de te volgen lijn en doctrines van de kerk vervangen door bisschop Gerardo Bayaca, die kort daarop alweer werd vervangen door Isabelo de los Reyes jr. In 1947 sloeg de kerk onder invloed van de nieuwe leider De los Reyes jr. een nieuwe richting in. De nieuwe doctrine van de kerk ging voortaan uit van de heilige drie-eenheid. Ook ging de kerk in de jaren erna nauwe banden aan met de Episcopaalse Kerk.
Sinds 1961 staat de kerk in volle communie met de Anglicaanse Kerk en daardoor met de gehele Anglicaanse Gemeenschap.

## Obispos Máximos

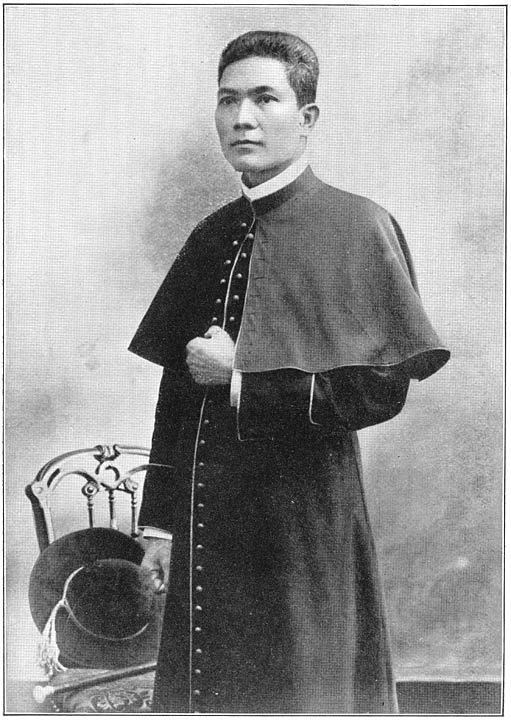
Gregorio Aglipay (ca. 1905)

De obispo maximo (opperbisschop) is het hoofd of de primaat van de Iglesia Filipina Independiente. De obispo maximo wordt gekozen door de General Assembly van de kerk en is naast spiritueel leider tevens hoofd van de Executive Commission. Sinds de oprichting van de Iglesia Filipina Independiente kende de kerk de volgende obispo maximos:
| - 1903-1940 Gregorio Aglipay - 1940-1946 Santiago Fonacier - 1946-1944 Gerardo Bayaca - 1946-1971 Isabelo de los Reyes jr. - 1971-1981 Macario Ga - 1981-1987 Abdias dela Cruz | - 1987-1989 Soliman Ganno - 1989-1993 Tito Pasco - 1993-1999 Alberto Ramento - 1999-2005 Tomas Millamena - 2005-2011 Godofredo David - 2011- 2017 Ephraim Fajutagana - 2017- 2023 Rhee Timbang - 2023- heden Joel Porlares |